# طائفة ممتنعة
الطائفة الممتنعة هي التي تمتنع عن إقامة شيء من شعائر الإسلام الظاهرة ولها شوكة، فلا تلزم بإقامة هذه الشعيرة إلا بالقتال، أما لو امتنع أفراد أو جماعة لا شوكة لها ولم يقاتلوا فلا يقاتلون، بل يلزمون بأمر الشارع. فكل طائفة امتنعت عن شعيرة من شعائر الإسلام الثابتة حتى ولو لم يكن تركها كفراً مثل الأذان فيشرع قتالها عليها وتعتبر في هذه الحالة طائفة ممتنعة عن الشريعة ولو لم يحكم بكفرها. وقد يجتمع وصف الكفر ووصف الطائفة الممتنعة كما إذا كانت الطائفة ممتنعة عن مسالة تركها كفر مثل الصلاة ومثل الحكم بما أنزل الله.
ولقد قرر العلماء أن حكم الطائفة الممتنعة واحد سواء كان الحكم إيجابياً, أو سلبياً, أي لهم أو عليهم. قال الإمام ابن تيمية: «فأعوان الطائفة الممتنعة، وأنصارها، منها فيما لهم وعليهم» وقال: «والطائفة إذا انتصر بعضها ببعض حتى صاروا ممتنعين فهم مشتركون في الثواب والعقاب كالمجاهدين .... لأن الطائفة الواحدة الممتنع بعضها ببعض كالشخص الواحد» وقال ابن مفلح: «الطائفةَ الممتنعةَ كشخص واحد فِيما أتلفوه.» ويلحق بالطائفة الممتنعة الطائفة المتمالئة على عمل ما أو قل المتعاونة المتفقة على عمل ما.

## شرح الطائفة الممتنعة

### لغة ً
يقصد بالطائفة الممتنعة أي مجموعة من الناس, تعاونت وتكاتفت ومنع بعضها بعضاً, حتى أصبح لهم منعة, بغض النظر عن عقائد المجموعة وهل هي صالحة أو طالحة. فالطائفة الممتنعة اسم مركب من الطائفة, والممتنعة, فالطائفة هي المجموعة من الناس. قال الطائفة من الشيء: جزء منه. وفي التنزيل العزيز: وليشهد عذابهما طائفة من المؤمنين. وفي الحديث: لا تزال طائفة من أمتي على الحق. الطائفة: الجماعة من الناس. والممتنعة من المنعة قال منيع: اعتز وتعسر. وفلان فـي عز ومنعة، بالتحريك وقد يسكن. يقال: المنعة جمع كما قدمنا أي هو في عز ومن يمنعه من عشيرته.

### اصطلاحاً
قال شيخ الإسلام ابن تيمية: 

## وصلات خارجية
- مجموع فتاوى ابن تيمية، فقه الجهاد تقديم المكتبة الإسلامية، موقع إسلام ويب.